# Abierto Mexicano de Tenis 2016
L'Abierto Mexicano de Tenis 2016, conosciuto anche con il nome di Abierto Mexicano Telcel 2016 per motivi di sponsorizzazione, è stato un torneo di tennis giocato sul cemento. È stata la 23ª edizione del torneo maschile, facente parte della categoria ATP World Tour 500 series nell'ambito dell'ATP World Tour 2016, e la 16ª del torneo femminile facente parte della categoria WTA International nell'ambito del WTA Tour 2016. Sia il torneo maschile che quello femminile si sono giocati al Princess Mundo Imperial di Acapulco in Messico, dal 23 febbraio al 28 febbraio 2016.

## Partecipanti ATP

### Teste di Serie
| Nazionalità | Giocatore       | Ranking* | Testa di serie |
| ----------- | --------------- | -------- | -------------- |
| Spagna      | David Ferrer    | 6        | 1              |
| Giappone    | Kei Nishikori   | 7        | 2              |
| Croazia     | Marin Čilić     | 12       | 3              |
| Austria     | Dominic Thiem   | 19       | 4              |
| Australia   | Bernard Tomić   | 20       | 5              |
| Croazia     | Ivo Karlović    | 26       | 6              |
| Bulgaria    | Grigor Dimitrov | 28       | 7              |
| Francia     | Jérémy Chardy   | 30       | 8              |

* Ranking al 15 febbraio 2016.

### Altri partecipanti
I seguenti giocatori hanno ricevuto una wild-card per il tabellone principale:
- Lucas Gómez
- Tigre Hank
- Luis Patiño

I seguenti giocatori sono entrati nel tabellone principale passando dalle qualificazioni:

- Thiemo de Bakker
- Taylor Fritz
- Ryan Harrison
- Tommy Paul

## Partecipanti WTA

### Teste di Serie
| Nazionalità | Giocatrice               | Ranking* | Testa di serie |
| ----------- | ------------------------ | -------- | -------------- |
| Bielorussia | Viktoryja Azaranka       | 15       | 1              |
| Stati Uniti | Sloane Stephens          | 24       | 2              |
| Russia      | Anastasija Pavljučenkova | 25       | 3              |
| Regno Unito | Johanna Konta            | 27       | 4              |
| Belgio      | Alison Van Uytvanck      | 42       | 5              |
| Svezia      | Johanna Larsson          | 48       | 6              |
| Montenegro  | Danka Kovinić            | 50       | 7              |
| Belgio      | Yanina Wickmayer         | 53       | 8              |

* Ranking al 15 febbraio 2016.

### Altre partecipanti
Le seguenti giocatrici hanno ricevuto una wild-card per il tabellone principale:
- Naomi Ōsaka
- Victoria Rodríguez
- Ana Sofía Sánchez

Le seguenti giocatrici sono entrate nel tabellone come special exempt:
- Shelby Rogers

Le seguenti giocatrici sono entrate nel tabellone principale passando dalle qualificazioni:

- Kiki Bertens
- Louisa Chirico
- Samantha Crawford
- Julia Glushko
- Urszula Radwańska
- Maria Sakkarī

## Campioni

### Singolare maschile
Dominic Thiem ha sconfitto in finale  Bernard Tomić per 7–6(6), 4–6, 6–3.
- È il quinto titolo in carriera per Thiem, il secondo della stagione.

### Singolare femminile
Sloane Stephens ha battuto in finale  Dominika Cibulková con il punteggio di 6–4, 4–6, 7–6(5).
- È il terzo titolo in carriera per la Stephens, il secondo della stagione.

### Doppio maschile
Treat Huey /  Maks Mirny hanno sconfitto in finale  Philipp Petzschner /  Alexander Peya per 7–6(5), 6–3.

### Doppio femminile
Anabel Medina Garrigues /  Arantxa Parra Santonja hanno battuto in finale  Kiki Bertens /  Johanna Larsson con il punteggio di 6–0, 6–4.